# Rabenštejn
Rabenštejn byl strážní slezský hrádek, ležící u Vrbna pod Pradědem. Dnes je z tohoto hrádku zřícenina. Nachází se 300 metrů od hradu Veisenštejnu. Jedná se o pozorovatelnu celní stanice či strážní hrádek, který byl jeho příslušenstvím. V písemných pramenech o Rabenštejnu není zmínky, jeho jméno je umělé.

## Popis
Rabenštejn stojí asi 300 metrů daleko od Veisenštejna nahoru po svahu. Leží kousek pod tzv. Solnou cestou. Tento hrad je postaven na dvou skaliscích. Zadní skalisko nenese žádné stopy zdí. V minulosti zde prý bývaly vidět přízemní základy a stopy malty. Zřejmě zde stávala podezděná dřevěná nebo hrázděná v půdorysu podlouhlá budova. Na předním skalisku stála věž, z níž se zachovaly ruiny zděné na maltu. Věž byla hranolová o stranách něco přes 6 × 8,75 metru. Zdi byly silné 2,5 až 3,7 metru. V suterénu byla místnost o straně 2,5 metru se vstupem. Mezi skalisky byl zdí opevněný dvůr.